# توماس جاردنر فورد
توماس جاردنر فورد (بالإنجليزية: Thomas Gardner Ford)‏ (و. 1918 – 1995 م) هو سياسي من الولايات المتحدة الأمريكية
وهو عضو في الحزب الجمهوري.

## التعليم
تعلم في جامعة ميشيغان.